# Małgorzata Romanowicz
Małgorzata Alicja Romanowicz (ur. 1958) – polska polityk, w latach 2015–2023 prezes Ruchu Katolicko-Narodowego.

## Życiorys
W okresie, kiedy prezesem RKN był Antoni Macierewicz, a także po jego odejściu z partii w 2012, pełniła funkcję członka zarządu ugrupowania oraz jego skarbnika. Podczas wyborów parlamentarnych w 2005 pełniła funkcję pełnomocnika finansowego komitetu Ruchu Patriotycznego, w skład którego wchodził RKN. Jest członkiem i prezesem zarządu wydawnictwa Dziedzictwo Polskie założonego w 1995 przez Antoniego Macierewicza oraz redaktorem naczelnym tygodnika katolicko-narodowego o tym samym tytule. W 2015 (po trzech latach wakatu na tej funkcji) została prezesem zarządu głównego Ruchu Katolicko-Narodowego, który w wyborach parlamentarnych w tym samym roku wprowadził do Senatu RP IX kadencji jednego senatora (Jerzego Czerwińskiego) z ramienia komitetu Prawa i Sprawiedliwości (w trakcie kadencji przeszedł jednak do PiS). RKN został wyrejestrowany 6 lutego 2023.